# 71 Aquilae
71 Aquilae (l Aquilae) é uma estrela binária na direção da Aquila. Possui uma ascensão reta de 20h 38m 20.27s e uma declinação de −01° 06′ 18.3″. Sua magnitude aparente é igual a 4.31. Considerando sua distância de 384 anos-luz em relação à Terra, sua magnitude absoluta é igual a −1.04. Pertence à classe espectral G8III SB.